# Die Westfälischen Nachtigallen
Die Westfälischen Nachtigallen waren ein 1948 gegründeter Chor mit ca. 50 Sängerinnen im Alter von acht bis achtzehn Jahren. Insgesamt hatten sie 100 Mitglieder. Sie nahmen an Auswärtskonzerten, Fernsehauftritten und Albenproduktionen teil und standen bereits mit Heino, Marianne & Michael, Bill Ramsey und vielen weiteren bekannten Sängerinnen und Sängern gemeinsam auf der Bühne.

## Geschichte
Der Chor wurde als Ahlener Kinderchor durch Dietmar Hahn am 18. November 1948 gegründet. Die erste Tonbandaufnahme erfolgte im Jahr 1951 im Ahlener Rathaus. 1957 wurde der Chor offiziell als „Ahlener Kinder- und Jugendchor“ benannt. Darauf folgte die Qualifikation zum Rundfunkchor für den WDR. Die erste Direktsendung wurde am 25. September 1960 von der Burg Schellenberg gesendet. Darauf wurden insgesamt 15 weitere Sendungen für den WDR produziert.
1963 hatte der Chor seinen ersten Fernsehauftritt als „Westfälische Nachtigallen“. Beim „Internationalen Kinder- und Jugendchorwettbewerb“ im Wettkampf gegen 102 weitere Chöre wurde er Erster. Zwischen 1971 und 1980 wurden weitere 17 Sendungen für den WDR produziert. Der Chor begab sich auf die erste Deutschlandtournee mit Heino und besuchte Homberg, Dieburg, Böblingen, Pirmasens, Gießen und Brilon. Und später erfolgte eine Solo-Tournee nach Siegen, Körbecke und nach Berlin. Er bekam 1975 die Hermann-Löns-Medaille und gab in den 1970er Jahren mehrere Konzerte in den Ortschaften Ahlen, Bad Pyrmont, Bad Meinberg und Bad Salzuflen. 1985 hatte er einen Auftritt für die Marktplatzeinweihung in Ahlen.
Der Chorgründer Dietmar Hahn wurde am 1. Februar 1987 vorzeitig pensioniert und konnte sich ganz der Leitung des Chores widmen.
Insgesamt 21 Gastspielkonzerte gab der Chor im ersten Halbjahr von 1988. 1990 gab Dietmar Hahn die Leitung des Chores ab und es folgte am 15. Dezember das Abschiedskonzert des ehemaligen Chorleiters.
1991 wurde Reiner Jenkel neuer Chorleiter. 1995 begab sich der Chor auf eine neue Tournee mit Günter Wewel. 1998 feierte der Chor sein 50. Jubiläum. Im gleichen Jahr starb der Chorgründer Dietmar Hahn. Seit Mai 2005 leitete Stefan Schoenefeldt den Chor. Dann übernahm im Februar 2008 Andreas Blechmann die vorübergehende musikalische Leitung des Chores, bis im April 2008 mit Martina Schröer nun eine Chorleiterin verpflichtet wurde. 2008 feierte der Chor gemeinsam mit dem aus ehemaligen „Nachtigallen“ bestehenden Dietmar-Hahn-Chor sein 60-jähriges Bestehen mit einem Jubiläumskonzert in ihrer Heimatstadt Ahlen. Ende August 2010 musste Schröer aus gesundheitlichen Gründen ihr Dirigat bei den Westfälischen Nachtigallen aufgeben, das Ines Schreiner aus Münster übernahm. 
Seit Oktober 2013 leitete Sebastian Wewer den Chor. Er wollte das Liedgut von Dietmar Hahn wieder aufleben lassen und den Chor dorthin bringen, wo der Chor einmal stand. Nach dem Rücktritt des Chorleiters aus gesundheitlichen Gründen im Jahr 2015 wurde der Chor aufgelöst.

## Veröffentlichungen (Auswahl)
1961–1970:
- „Sing ein Lied mit Onkel Bill“ mit Bill Ramsey, Conny Froboess, Paul Kuhn und Ralf Paulsen
- „Sing ein Lied mit Onkel Bill“ mit Bill Ramsey, Wencke Myhre, Willy Hagara und Peter René Körner
- „Mit Onkel Bill und Wencke im Winterwunderland“ mit Bill Ramsey und Wencke Myhre
- Single „Scheine liebe Sonne, scheine“
- Single „Petersburger Schlittenfahrt“ / „Ski und Rodel gut“
- Single „Schön, wunderschön ist die Heimat“
- Single „Herzlichen Glückwunsch“ / „Die Post im Walde“
- „Die Westfälischen Nachtigallen singen ihre Erfolge“
- „Swinging Weihnacht“ mit Helmut Zacharias
- „Happy Winter“

1971–1980:
- „Happy Marching“ und „Happy Sommer“
- Single „Wenn es wieder schneit“ mit Heino
- „Fröhliche Weihnachten“ mit Cindy & Bert, Freddy Breck, Peter Rubin
- „Happy Polka 1+2“
- Aufnahmen „Happy Germany“ (1972)
- „La Montanara“ mit Heinz Hoppe
- „So ein Tag, so wunderschön wie heute“
- „Unsere Reise geht weiter“ (LP der Tournee)
- Single „Papa“ und „Mutti, schönen Gruß von Vati“
- „Happy Evergreen“
- „Happy Hazienda“
- „Happy Melodie“
- „Eine Seefahrt, die ist lustig“
- „Happy Cowboy“
- „Winterwunderland“
- „Spiel mir eine alte Melodie“
- „Heimatmelodie“
- „Wir singen für Euch“

1981–1990:
- „Aloha Oe“
- „Wer recht in Freuden wandern will“
- „Unsere Lieder machen froh“

1991–2005:
- „Bin mit dem Fahrrad gefahren“
- „Die Westfälischen Nachtigallen singen zur Weihnachtszeit“
- „Typisch, Die Westfälischen Nachtigallen“ (Erneuerung einiger Titel aus den vergangenen 50 Jahren)